# Бюлтен дьо л'Отономи
„Бюлтен дьо л'Отономи“ (на френски: Bulletin de L'Autonomie) е български вестник, орган на Вътрешната македоно-одринска революционна организация, излизал в София от 9/22 август до 29 октомври 1903 година. Излизат 15 номера, но 6 – 8, 8 – 10 и 15 са отпечатани от едната страна на листа.
На практика е притурка на вестник „Автономия“. Печата се в печатницата на Георги А. Ножаров. Целта му е да пропагандира възгледите на организацията в чужбина.